# Mike Mangold
Mike Mangold (Cincinnati, Ohio, 1955. október 10. – Apple Valley, Kalifornia, 2015. december 6.) amerikai műrepülő versenyző, volt 
"Top Gun" pilóta.
2004-óta részvevője volt a Red Bull Air Race Világkupának. 1 bajnoki címével, és 8 győzelmével a legsikeresebb Air Race pilóták egyike.
2015. december 6-án, 60 éves korában hunyt el repülőgépbalesetben, miután Kaliforniában L–39 Albatros típusú kiképzőgépe röviddel felszállás után a földbe csapódott és felrobbant, végezve vele és a másik fedélzeten tartózkodó személlyel.

## Eredményei
2001
- World Air Games – Bronzérem (csapatban)

2002
- US Point Series Bajnok
- US National Aerobatic Championships – Ezüstérem

2003
- World Air Games – Bronzérem (csapatban)

2005
- Ötszörös California Unlimited Aerobatic Bajnok
- Kétszeres Arizona Unlimited Aerobatic Bajnok
- Kétszeres második helyezett, US National Championships
- Red Bull Air Race Világkupa bajnoka

| Mike Mangold a Red Bull Air Race Világkupában | Mike Mangold a Red Bull Air Race Világkupában | Mike Mangold a Red Bull Air Race Világkupában | Mike Mangold a Red Bull Air Race Világkupában | Mike Mangold a Red Bull Air Race Világkupában | Mike Mangold a Red Bull Air Race Világkupában | Mike Mangold a Red Bull Air Race Világkupában | Mike Mangold a Red Bull Air Race Világkupában | Mike Mangold a Red Bull Air Race Világkupában | Mike Mangold a Red Bull Air Race Világkupában | Mike Mangold a Red Bull Air Race Világkupában | Mike Mangold a Red Bull Air Race Világkupában | Mike Mangold a Red Bull Air Race Világkupában | Mike Mangold a Red Bull Air Race Világkupában | Mike Mangold a Red Bull Air Race Világkupában | Mike Mangold a Red Bull Air Race Világkupában |
| Év                                            | 1                                             | 2                                             | 3                                             | 4                                             | 5                                             | 6                                             | 7                                             | 8                                             | 9                                             | 10                                            | 11                                            | 12                                            | Pont                                          | Győzelmek                                     | Helyezés                                      |
| --------------------------------------------- | --------------------------------------------- | --------------------------------------------- | --------------------------------------------- | --------------------------------------------- | --------------------------------------------- | --------------------------------------------- | --------------------------------------------- | --------------------------------------------- | --------------------------------------------- | --------------------------------------------- | --------------------------------------------- | --------------------------------------------- | --------------------------------------------- | --------------------------------------------- | --------------------------------------------- |
| 2004                                          | DNP                                           | DNP                                           | 1.                                            |                                               |                                               |                                               |                                               |                                               |                                               |                                               |                                               |                                               | 6                                             | 1                                             | 5.                                            |
| 2005                                          | 3.                                            | 1.                                            | 1.                                            | 5.                                            | 1.                                            | 1.                                            | 1.                                            |                                               |                                               |                                               |                                               |                                               | 36                                            | 5                                             | 1.                                            |
| 2006                                          | 2.                                            | 2.                                            | 3.                                            | CAN                                           | 4.                                            | 3.                                            | 4.                                            | 4.                                            | 4.                                            |                                               |                                               |                                               | 30                                            | 0                                             | 3.                                            |
| 2007                                          | 2.                                            | 3.                                            | 3.                                            | 1.                                            | CAN                                           | 2.                                            | 1.                                            | Magyarország                                  | Portugália                                    | USA                                           | Mexikó                                        | Ausztrália                                    | 30                                            | 2                                             | 2.                                            |
| Total                                         |                                               |                                               |                                               |                                               |                                               |                                               |                                               |                                               |                                               |                                               |                                               |                                               | 102                                           | 8                                             | 3.                                            |

Rövidítések:
- CAN: törölve
- DNP: nem vett részt
- DNS: nem mutatják
- NC:  nincs osztályozva